# Ligescourt
Ligescourt est une commune française située dans le département de la Somme, en région Hauts-de-France.
Depuis juillet 2020, la commune fait partie du parc naturel régional Baie de Somme - Picardie maritime.

## Géographie

### Localisation
Ligescourt est un village picard du Ponthieu. 
Limitrophe de Crécy-en-Ponthieu, la localité est située à 15 km au sud-ouest d'Hesdin-la-Forêt, 21 km au nord d'Abbeville et à 53 km au nord-ouest d'Amiens à vol d'oiseau.
Le territoire de la commune est limitrophe de ceux de cinq communes.
Les communes limitrophes sont Ponches-Estruval, Crécy-en-Ponthieu, Dompierre-sur-Authie, Machiel et Vironchaux.

### Caractéristiques physiques

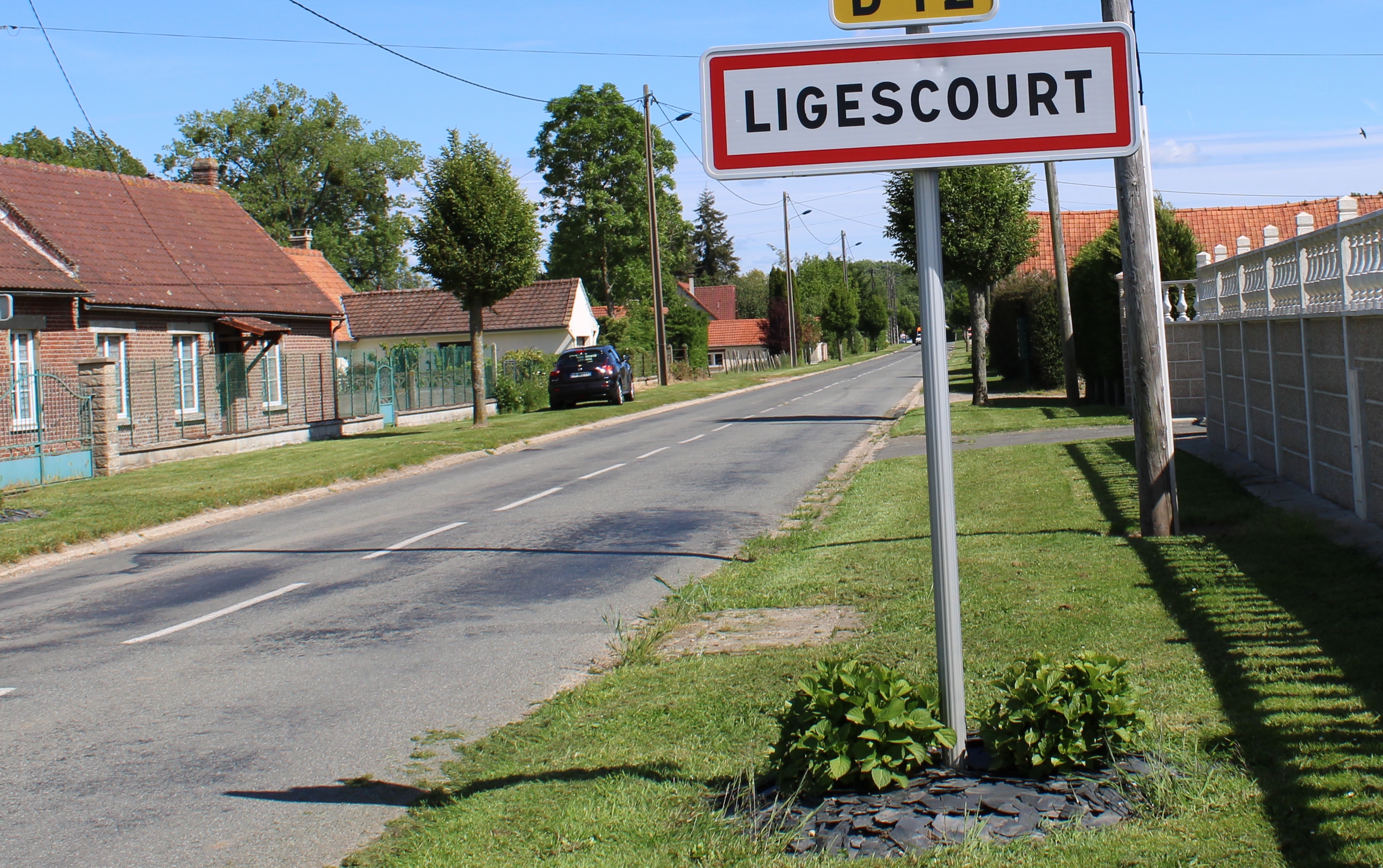
Une entrée de la commune.

Le village s'est principalement construit le long de la route de Crécy à Dompierre et Montreuil, sur un plateau dépourvu de tout cours d'eau.
Son sol est surtout argilo-sableux, la marne se trouvant à une profondeur variable.
En 1899, la nappe d'eau alimentant les puits était à une quarantaine de mètres de profondeur,.
En 1899, l'instituteur signale que le village a compté les hameaux de Bois Riflard et du Moulin de Ligescourt mais qu'ils sont disparus.

### Hydrographie
La commune est située dans le bassin Artois-Picardie. Elle n'est drainée par aucun cours d'eau.

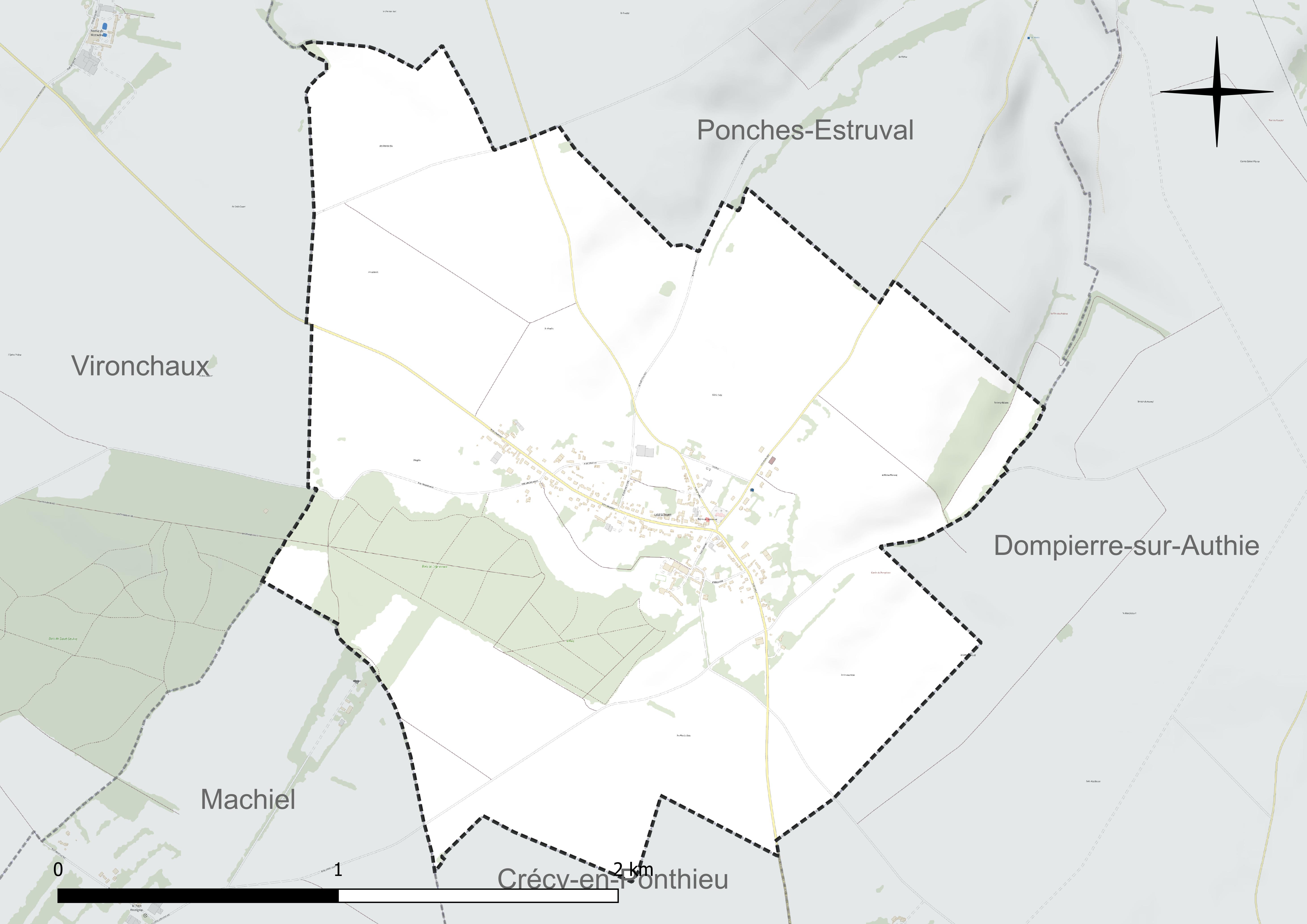
Réseau hydrographique de Ligescourt.

### Climat
Pour des articles plus généraux, voir Climat des Hauts-de-France et Climat de la Somme.
En 2010, le climat de la commune est de type climat océanique franc, selon une étude du CNRS s'appuyant sur une série de données couvrant la période 1971-2000. En 2020, Météo-France publie une typologie des climats de la France métropolitaine dans laquelle la commune est exposée à un climat océanique et est dans la région climatique Côtes de la Manche orientale, caractérisée par un faible ensoleillement (1 550 h/an) ; forte humidité de l'air (plus de 20 h/jour avec humidité relative > 80 % en hiver), vents forts fréquents.
Pour la période 1971-2000, la température annuelle moyenne est de 10,2 °C, avec une amplitude thermique annuelle de 12,8 °C. Le cumul annuel moyen de précipitations est de 851 mm, avec 12,7 jours de précipitations en janvier et 8,6 jours en juillet. Pour la période 1991-2020, la température moyenne annuelle observée sur la station météorologique la plus proche, située sur la commune d'Abbeville à 21 km à vol d'oiseau, est de 11,0 °C et le cumul annuel moyen de précipitations est de 806,2 mm,. Pour l'avenir, les paramètres climatiques de la commune estimés pour 2050 selon différents scénarios d'émission de gaz à effet de serre sont consultables sur un site dédié publié par Météo-France en novembre 2022.

## Urbanisme

### Typologie
Au 1er janvier 2024, Ligescourt est catégorisée commune rurale à habitat dispersé, selon la nouvelle grille communale de densité à sept niveaux définie par l'Insee en 2022.
Elle est située hors unité urbaine et hors attraction des villes,.

### Occupation des sols
L'occupation des sols de la commune, telle qu'elle ressort de la base de données européenne d'occupation biophysique des sols Corine Land Cover (CLC), est marquée par l'importance des territoires agricoles (82,8 % en 2018), une proportion identique à celle de 1990 (82,8 %). La répartition détaillée en 2018 est la suivante : 
terres arables (82,8 %), forêts (10,1 %), zones urbanisées (7,1 %), prairies (0,1 %). L'évolution de l'occupation des sols de la commune et de ses infrastructures peut être observée sur les différentes représentations cartographiques du territoire : la carte de Cassini (XVIIIe siècle), la carte d'état-major (1820-1866) et les cartes ou photos aériennes de l'IGN pour la période actuelle (1950 à aujourd'hui).

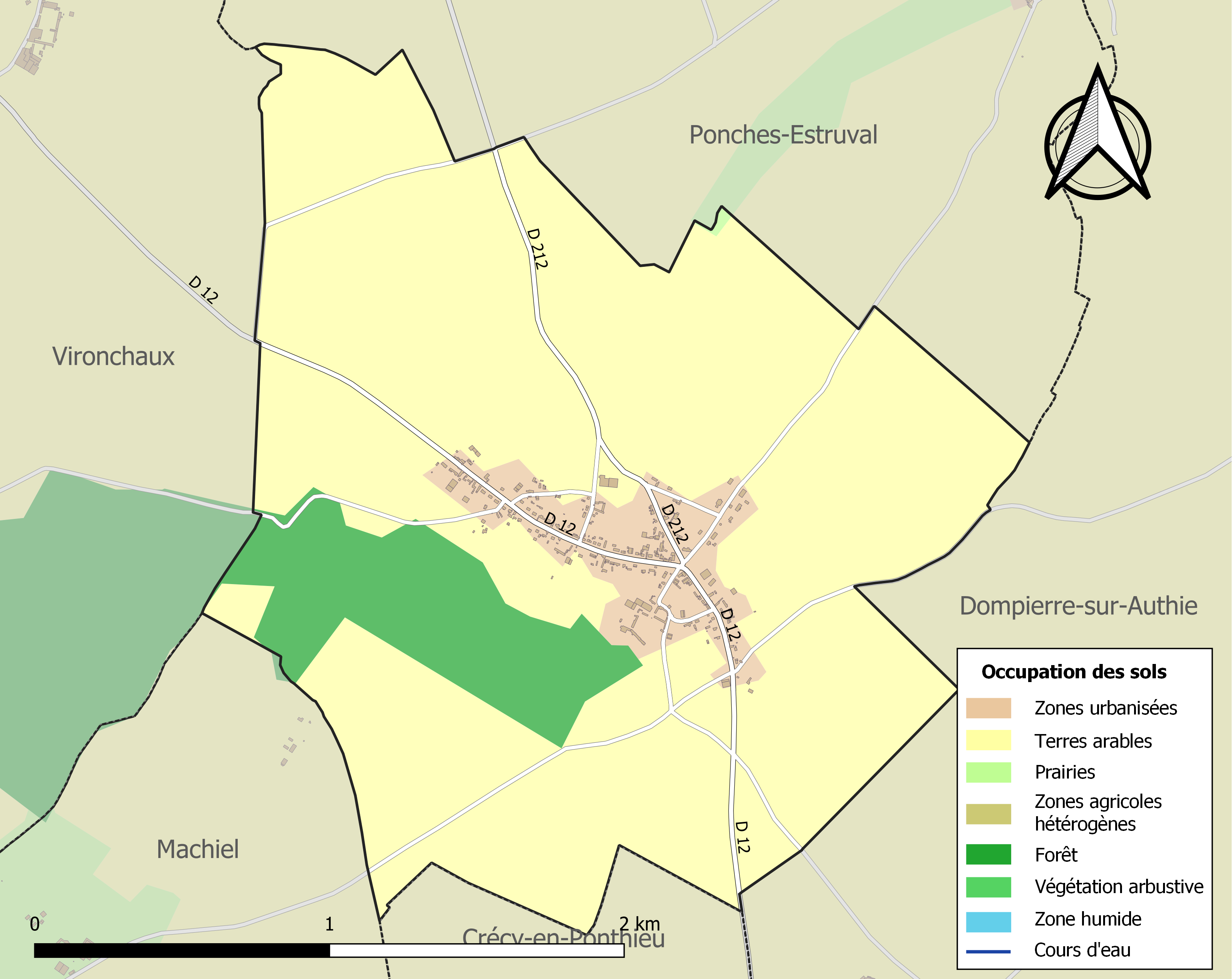
Carte des infrastructures et de l'occupation des sols de la commune en 2018 (CLC).

### Voies de communication et transports
La localité est desservie par les lignes de bus du réseau Trans'80, chaque jour de la semaine, sauf le dimanche.

## Toponymie
En 857, le village est cité sous le nom d'Andegelia curtis ; Ligescurt en 1160 ; Ligescourt en 1300 ; Ligeocourt en 1710 ; Ligeacourt en 1761 ; Ligecourt en 1733 ; Légicourt en 1750.

## Histoire
- En 1140, Nicolas de Chièvres, évêque de Cambrai, atteste que René de Ligescourt a renoncé en faveur de l'abbaye de Bourbourg à ses prétentions sur la terre de Proiastre[19].
- Les familles De Ponches, De Bouflers et Gallet ont été successivement seigneurs du lieu[20].
- Ligescourt n'a pas échappé au sort connu par de nombreux villages du Ponthieu : les Espagnols venus de l'autre côté de l'Authie ont brûlé le village en 1635. Il comptait alors 430 habitants[4].
- En 1871, les Allemands ont occupé la localité pendant deux mois et une contribution de guerre de 640 F a dû être versée à l'ennemi[4].
- 1849 : comme dans toutes les communes de France, la population masculine majeure put, pour la première fois, aller voter grâce à l'instauration du suffrage universel.

Voici la répartition en nombre de quelques patronymes des 134 électeurs, :
| Buignet | Cahon | Cagny | Duvauchelle | Garbe | Lendet | Leroy | Plé | Vasseur |
| 3       | 4     | 5     | 5           | 4     | 4      | 1     | 13  | 2       |

- Pendant la Seconde Guerre mondiale, un site de lancement de missiles V1 est installé dans les bois de Ligescourt par les Allemands[23],[24]. Le site a été l'objet de plusieurs missions de bombardement allié. Au début de 1944, le village est détruit à 80 % par les bombes[20].

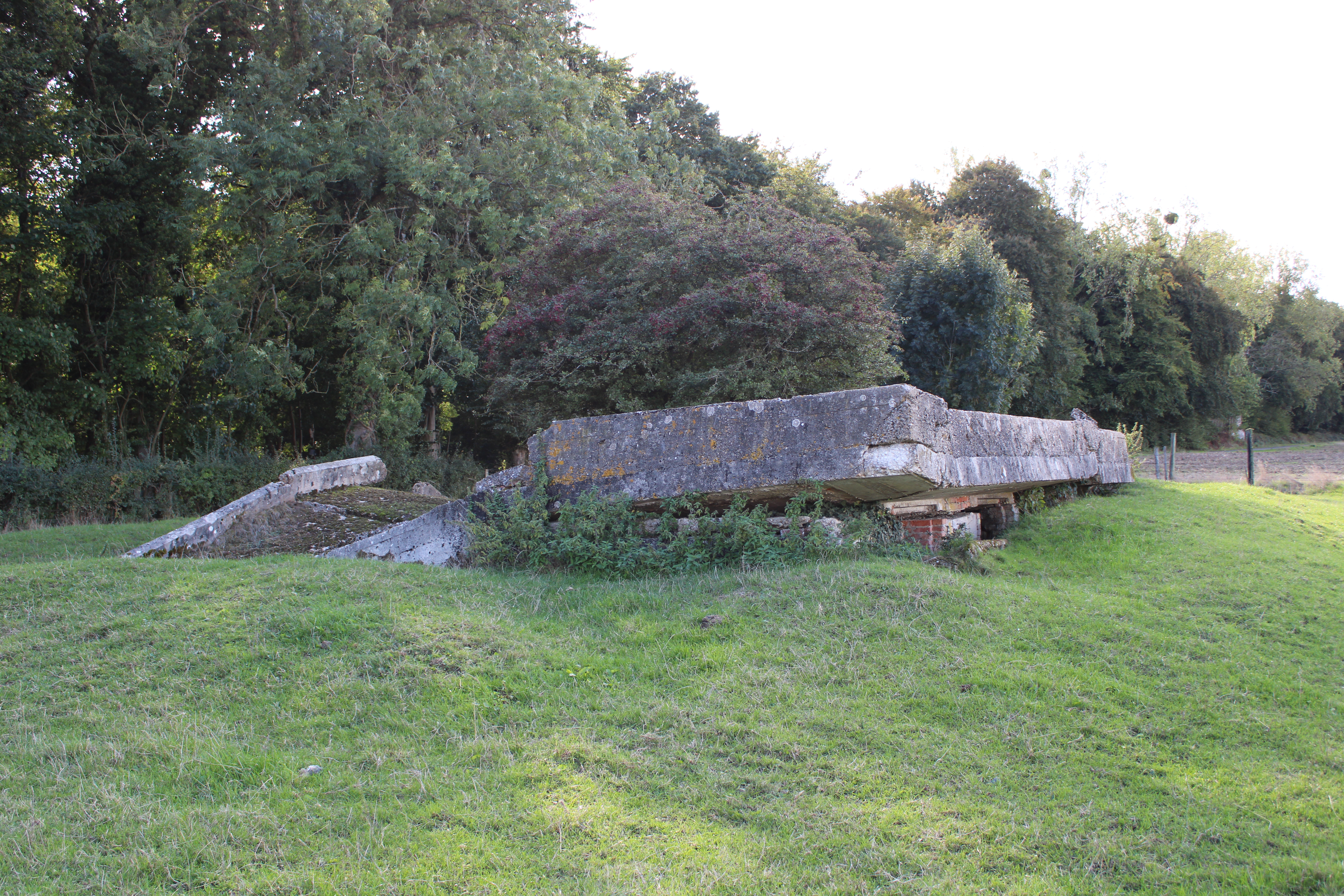
Une partie des ruines du site de lancement de V1.

## Politique et administration
| Période                                  | Période                      | Identité        | Étiquette | Qualité                   |
| ---------------------------------------- | ---------------------------- | --------------- | --------- | ------------------------- |
| Les données manquantes sont à compléter. |                              |                 |           |                           |
|                                          |                              | Bernard d'Avout |           | Croix de guerre 1914-1918 |
| avant 1995                               |                              | Paul d'Avout    | DVD       |                           |
| Les données manquantes sont à compléter. |                              |                 |           |                           |
| mars 2001                                | juillet 2020                 | Thierry d'Avout |           |                           |
| juillet 2020                             | En cours (au 8 octobre 2020) | Pascal Bourlo   |           |                           |

## Population et société

### Démographie
L'évolution du nombre d'habitants est connue à travers les recensements de la population effectués dans la commune depuis 1793. Pour les communes de moins de 10 000 habitants, une enquête de recensement portant sur toute la population est réalisée tous les cinq ans, les populations de référence des années intermédiaires étant quant à elles estimées par interpolation ou extrapolation. Pour la commune, le premier recensement exhaustif entrant dans le cadre du nouveau dispositif a été réalisé en 2007.

En 2022, la commune comptait 222 habitants, en stagnation par rapport à 2016 (Somme : −1,26 %, France hors Mayotte : +2,11 %).
| 1793 | 1800 | 1806 | 1821 | 1831 | 1836 | 1841 | 1846 | 1851 |
| ---- | ---- | ---- | ---- | ---- | ---- | ---- | ---- | ---- |
| 343  | 416  | 420  | 398  | 451  | 417  | 425  | 428  | 433  |

| 1856 | 1861 | 1866 | 1872 | 1876 | 1881 | 1886 | 1891 | 1896 |
| ---- | ---- | ---- | ---- | ---- | ---- | ---- | ---- | ---- |
| 394  | 403  | 404  | 382  | 348  | 345  | 360  | 325  | 322  |

| 1901 | 1906 | 1911 | 1921 | 1926 | 1931 | 1936 | 1946 | 1954 |
| ---- | ---- | ---- | ---- | ---- | ---- | ---- | ---- | ---- |
| 314  | 286  | 269  | 260  | 272  | 292  | 275  | 203  | 264  |

| 1962 | 1968 | 1975 | 1982 | 1990 | 1999 | 2006 | 2007 | 2012 |
| ---- | ---- | ---- | ---- | ---- | ---- | ---- | ---- | ---- |
| 278  | 275  | 245  | 197  | 206  | 194  | 222  | 226  | 231  |

| 2017 | 2022 | - | - | - | - | - | - | - |
| ---- | ---- | - | - | - | - | - | - | - |
| 219  | 222  | - | - | - | - | - | - | - |

### Enseignement
Le village n'a plus d'école. Les enfants relevant du primaire et du secondaire se rendent majoritairement à Crécy.

## Culture locale et patrimoine

### Lieux et monuments
- Église Notre-Dame-de-l'Assomption dont la nef est toute en craie blanche. Le clocher remanié et les extensions ont été réalisés en brique. En 2015, la nef et le chœur sont couverts de tuiles plates noires.
- Ruines du site de lancement de V1, bombardé en 1944.
- Monument aux morts constitué d'un sobre et classique obélisque de pierre grise sur laquelle sont gravés les noms des soldats et une palme de laurier.

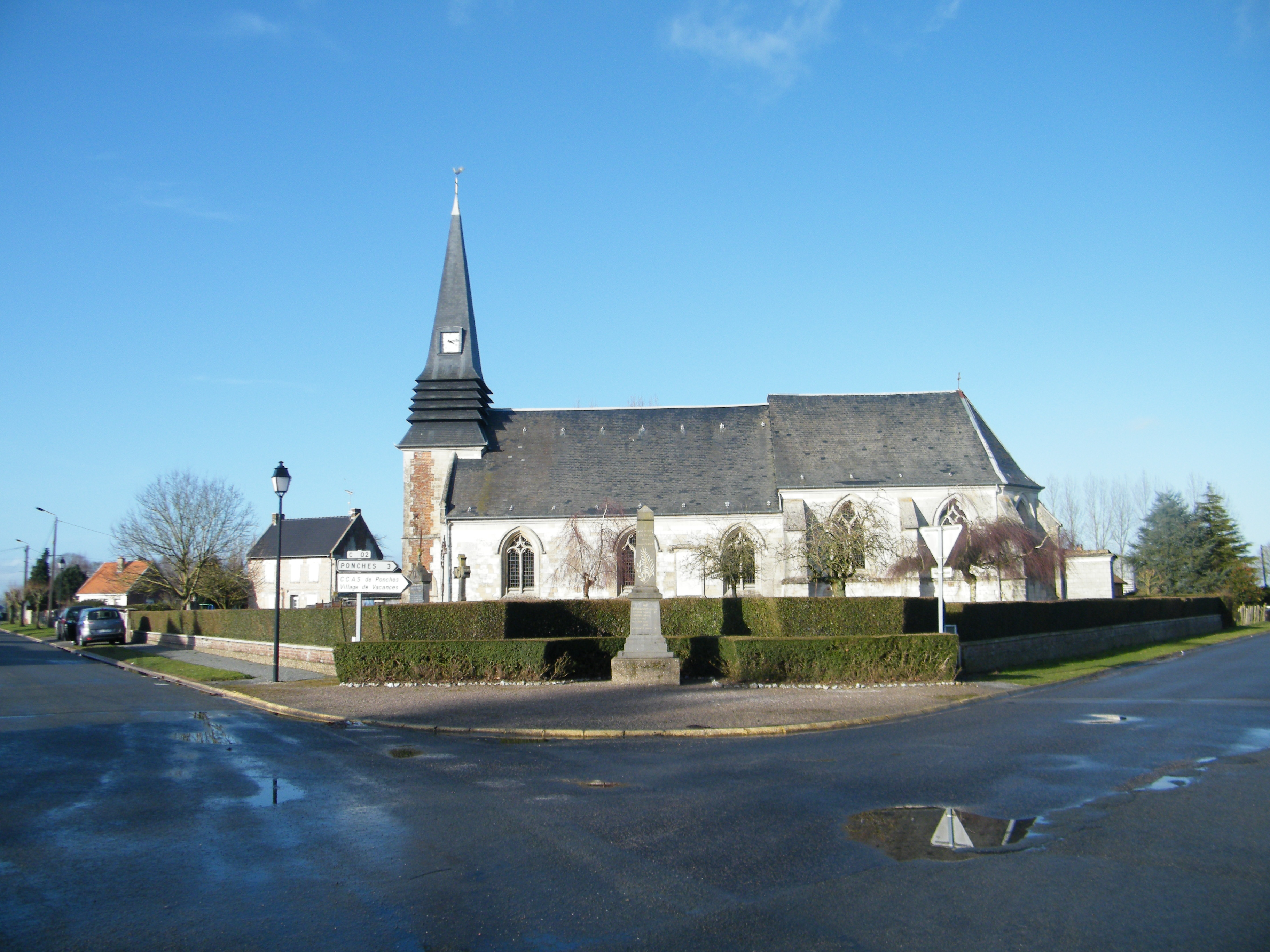
Église.
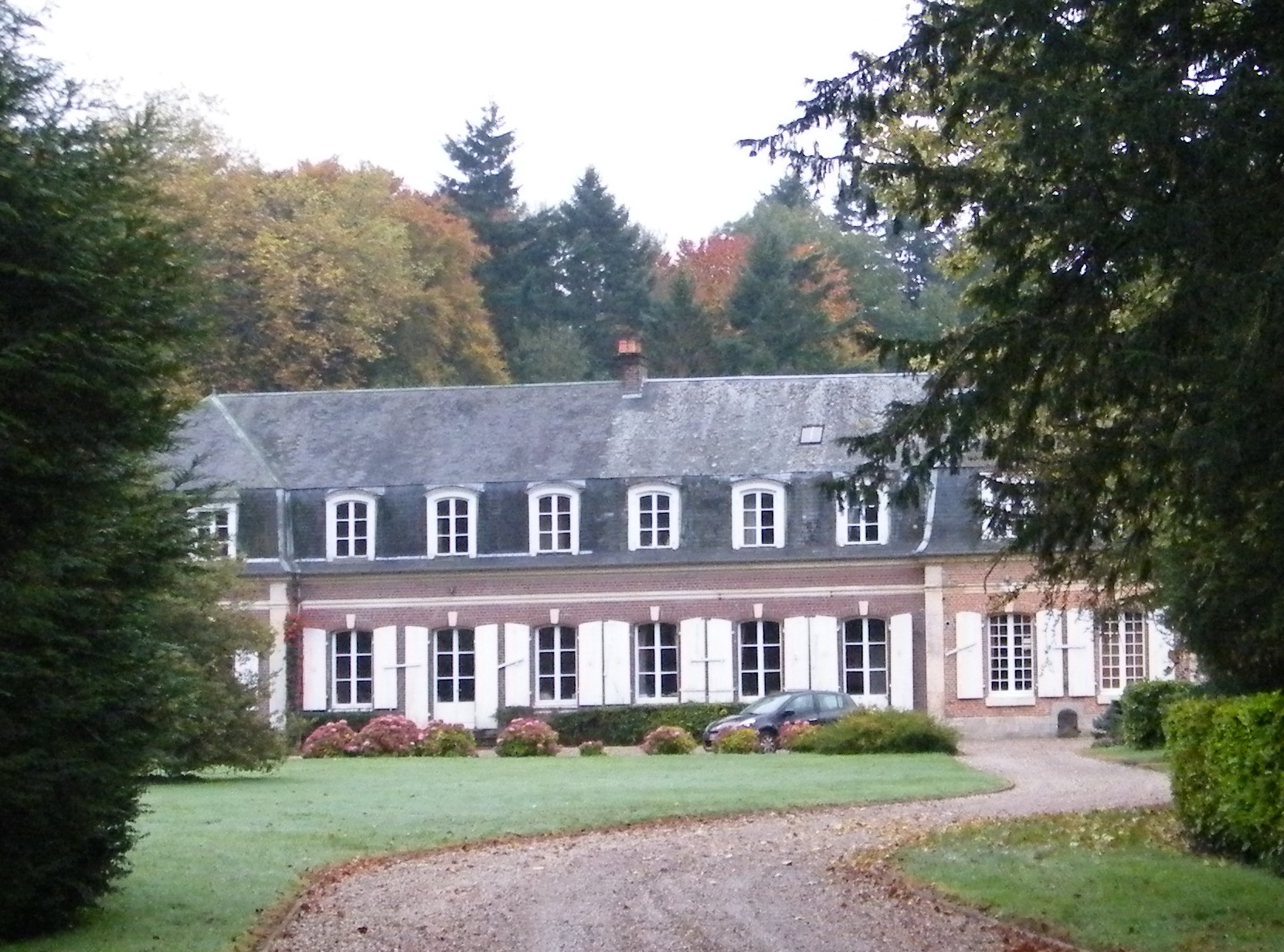
Château.
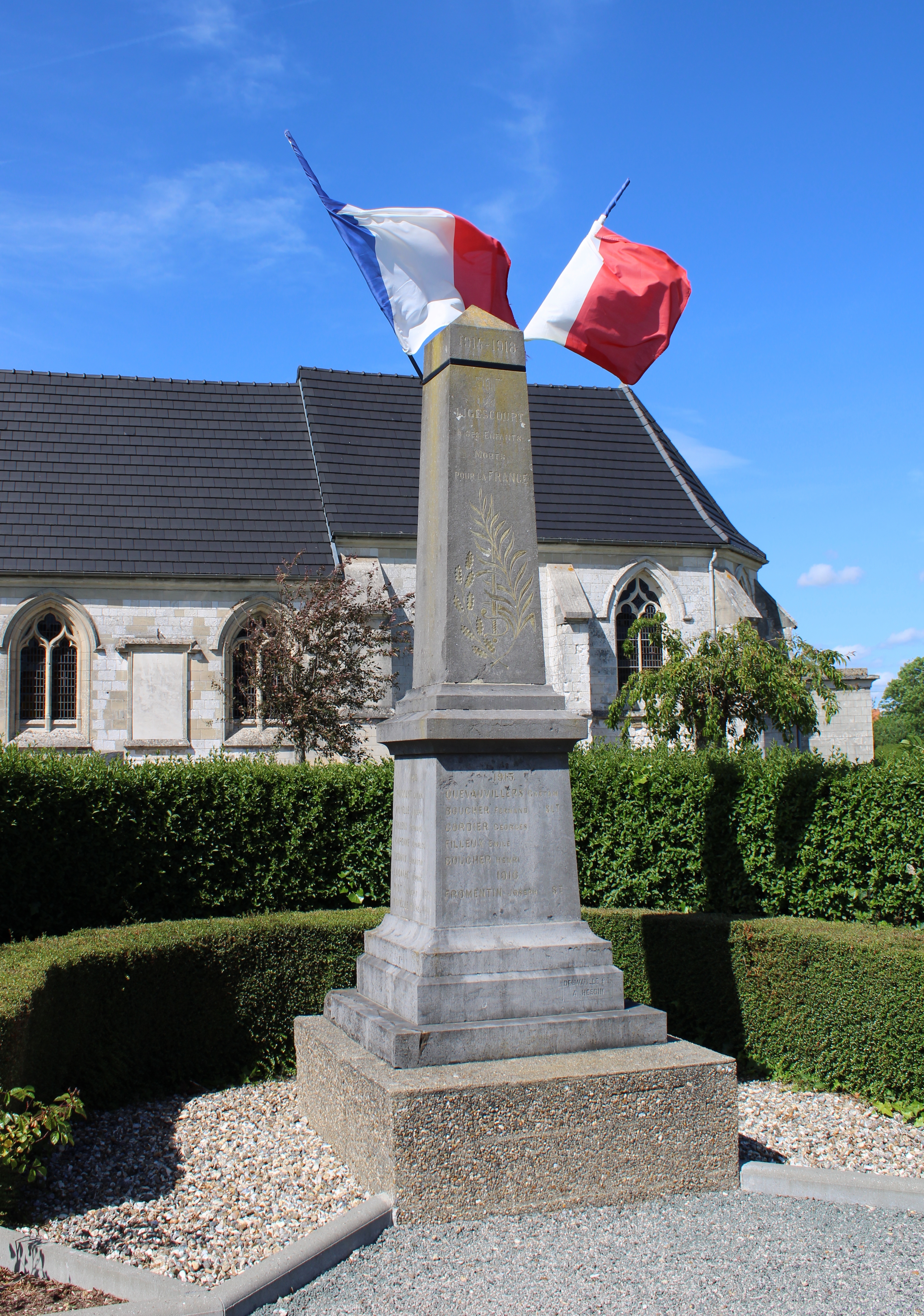
Monument aux morts pour la patrie.
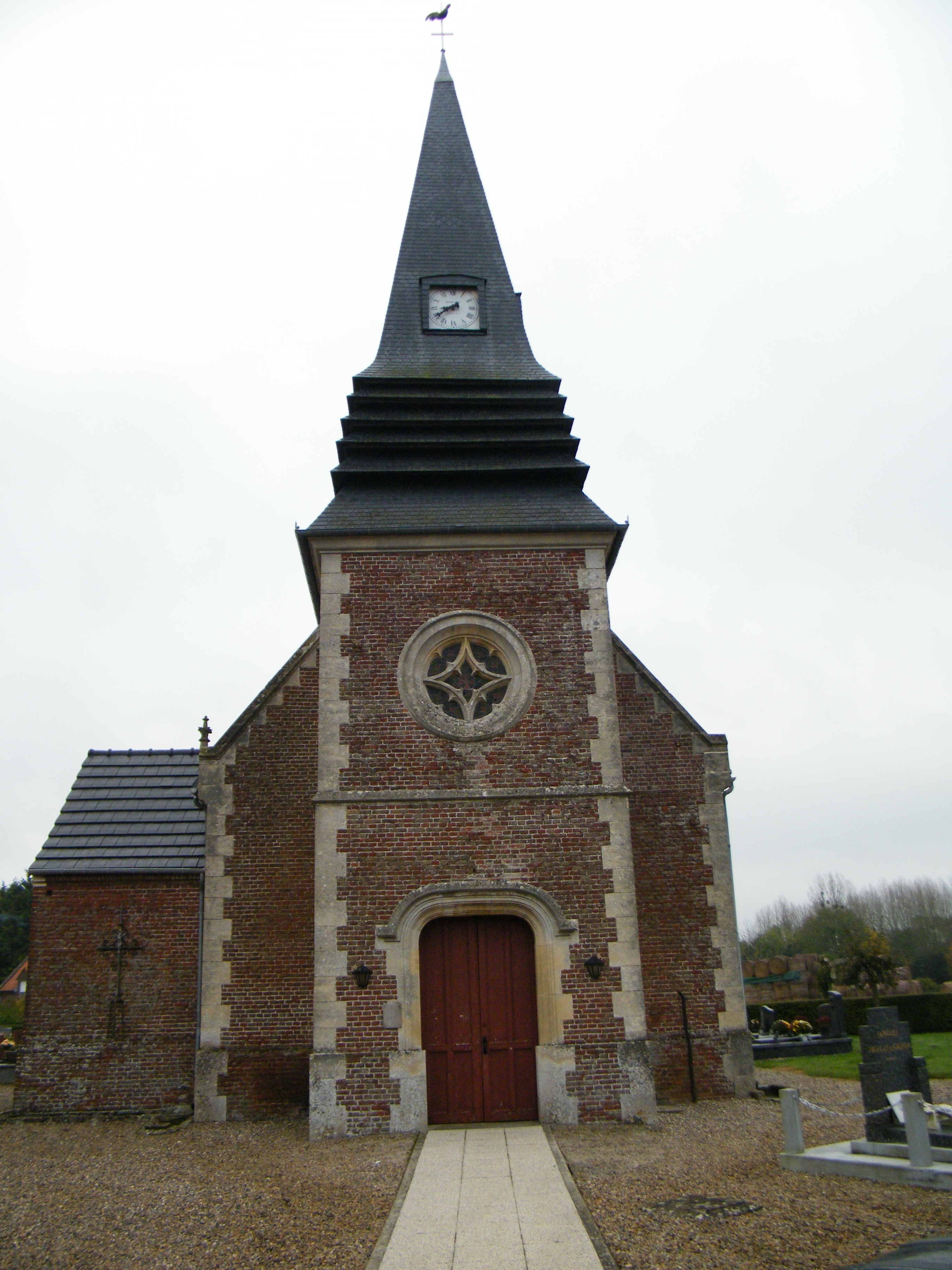
Vue du clocher.
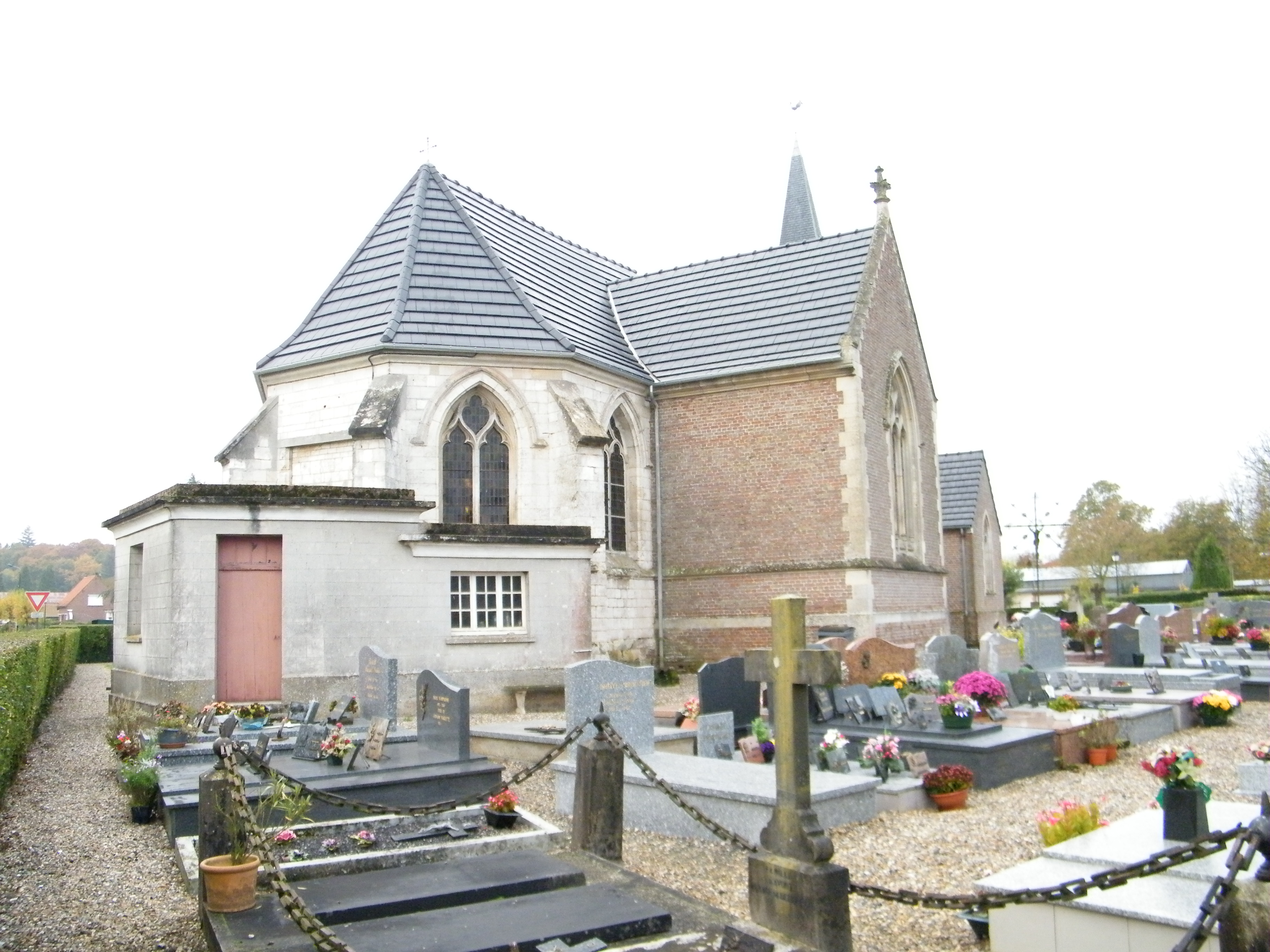
Église dans son cimetière.
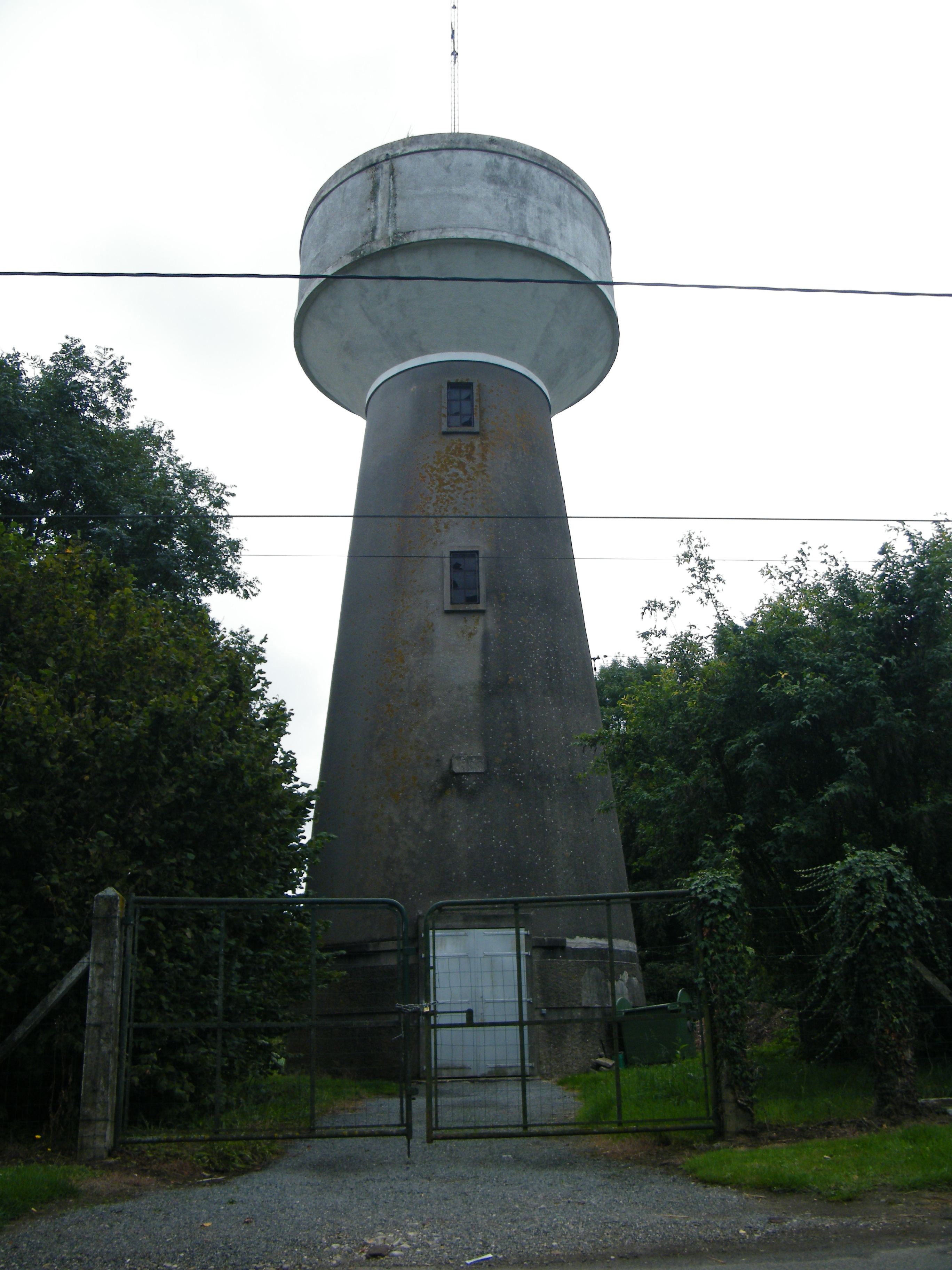
Château d'eau.
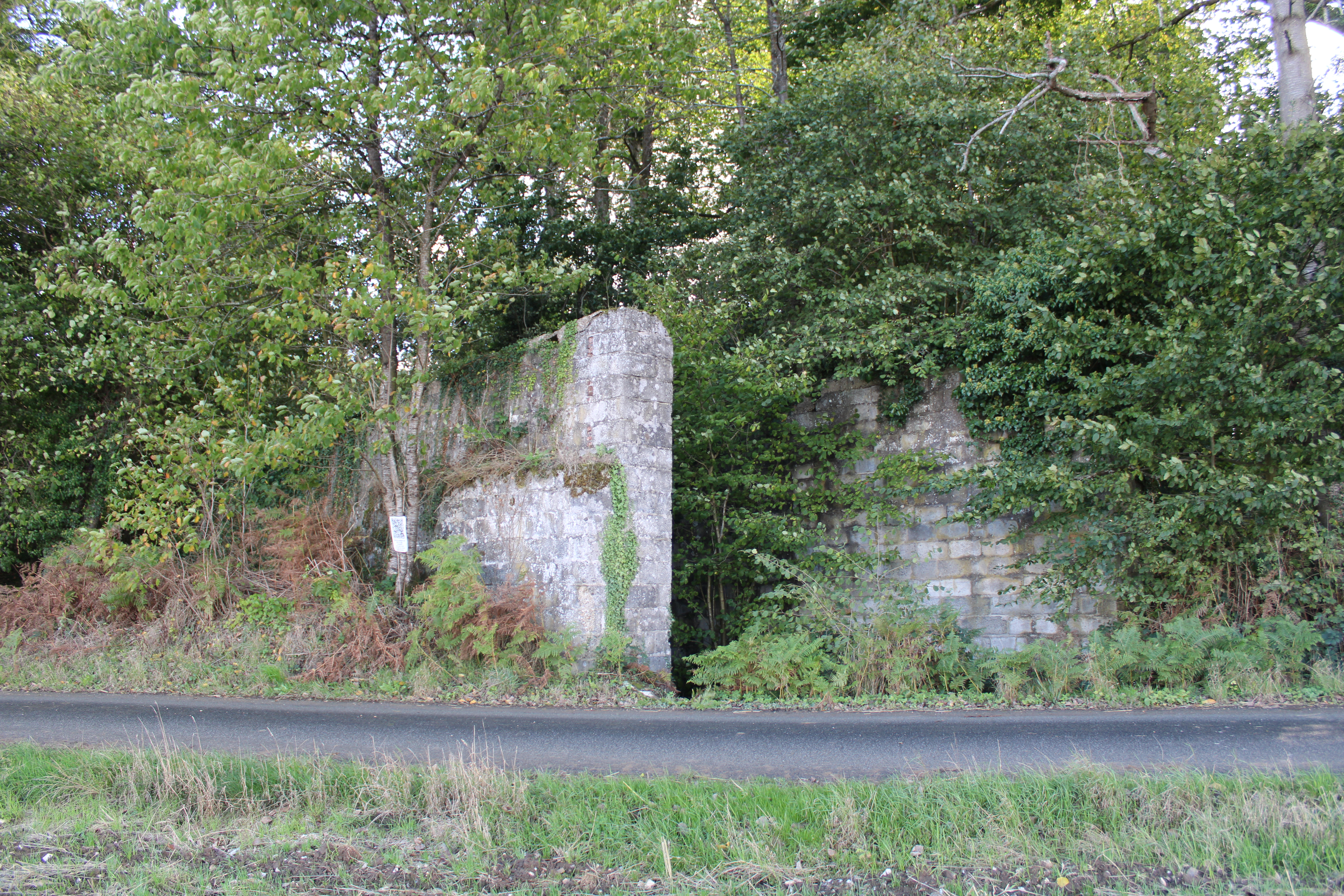
Site de lancement de V1, ruines bombardées en 1944[33].

### Personnalités liées à la commune
- Louis-Joseph Dumarquez (1746-1805), ecclésiastique, curé de Ligescourt, écrivain, membre de l'académie royale des belles lettres d'Arras.

### Héraldique
| Blason de Ligescourt | Blason  | D'azur au chevron d'or chargé de trois roses de gueules, accompagné en chef, à dextre, d'une molette d'argent et, à senestre, d'une merlette du même, au Phénix d'argent sur son immortalité d'or en pointe brochant en partie sur le chevron. |
| Blason de Ligescourt | Détails | Adopté en conseil municipal le 6 novembre 2020, projet sollicité auprès de Jacques Dulphy et dessiné par Daniel Juric. |